# 老鷹捉小雞
老鷹捉小雞，粤语稱为麻鷹捉雞仔，是兒童玩的一種團體遊戲，玩法是由一人扮演老鷹，一人扮演母雞，其他人扮演母雞的小雞，遊戲開始前所有小雞都要躲在母雞身後（一個一個手搭肩），讓老鷹去抓跟不上母雞的小雞，被抓到的比例就出局了，一直到所有的雞仔都被老鹰抓住，游戏结束。若一直抓不到小雞，則母雞獲勝。「老鷹捉小雞」這個遊戲在國內外有著非常廣泛的分布。日本稱這個遊戲為「比比丘女」，在歐洲，這個遊戲又被叫做「狐狸與鵝」。
老鷹捉小雞属于一种捉人游戏。这类游戏在世界各地都有儿童游玩。